# Генијални умови (филм)
Генијални умови (енгл. Masterminds) америчка је филмска комедија из 2016. заснована на пљачки у Лумис фаргу октобра 1997. у Северној Каролини. Режисер је Џаред Хес, а сценаристи Крис Боуман, Хабел Палмер и Емили Спајви. Главне улоге играју Зак Галифанакис, Овен Вилсон, Кристен Виг, Кејт Макинон, Лесли Џоунс и Џејсон Судејкис.
Премијера је била у Лос Анђелесу 26. септембра 2016. а биоскопско издање у САД почело је 30. септембра 2016. (Relativity Media као студио и дистрибутер). Филм је добио помешане критике и донео зараду од 31 милион $ (уз буџет од 25 милиона $).

## Радња
У марту 1997, из Лумис фарга (Loomis Fargo) опљачкано је 18,8 милиона $. Компанију из Џексонвила опљачкао је њен запосленик, чувар Филип Ноел Џонсон. Ово Стиву Јуџину Чејмберсу (Вилсон) и Кели Кембел (Кристен Виг) даје идеју да и они изврше пљачку Лумиса. У план укључују возача Лумисовог блиндираног возила, Дејвида Скота Ганта (Галифанакис). Након чудне обуке ради припреме за пљачку, тим пошаље Дејвида у просторије компаније да из сефа пребаци све залихе новца у компанијин комби. Пре него што побегне, Дејвид узме три траке надзорне камере али једну заборави. Следећег дана, Дејвид оде у Мексико са 20.000 $ и користи тајно име „Мајкл Макини”, име Стивовог пријатеља. У међувремену, Стив узме готово сав опљачкани новац, око 17 милиона $.
ФБИ-јева специјална агентица Сканлон (Џоунс) и њен партнер (Дели) преузимају случај; Дејвид ускоро постаје главни осумњичени, али још не сазнају за Стивову умешаност. Стив планира да избаци Дејвида из игре, али Кели мисли да би било погрешно ако га сада напусте. У Мексику, Дејвид једва побегне од тројице Интерполових агената који га лове, а потом назове Кели да види шта се дешава. Нажалост по Стива, он је сазнао његово име са картице у новчанику који му је Кели дала. Пошто му је идентитет откривен, Стив унајмљује правог али нестабилног атентатора, Мајкла Макинија (Судејкис) да пронађе и смакне Дејвида. Када открије где се налази, покуша га упуцати, али пушка опали уназад и Дејвид побегне. Дејвид потом зове поново Кели и сазнаје да га Стив жели видети мртвог те да му неће послати новац који је очекивао. Дејвида потом онесвести Макини, али када овај дође свести и Макини га хтедне убити — на његовом лажном документу види име исто као своје, па пошто постане убеђен да су рођени под истим околностима — атентатор се спријатељи са њим.
Дејвид зове Стива и запрети му да ће да га преда Интерполу ако му не уплати део од 6 милиона $ на његов банковни рачун. Келија потом напада Џендис, која је сазнала да је она била у вези са Дејвидом; након туче у шопингу, Кели успе побећи. Стив одбије да уплати новац, а његова два пријатеља киднапују Кели ради уцењивања Дејвида останком у Јужној Америци у замену за њено ослобађање. Овај то не прихвата и на аеродрому се поново састаје са Макинијем, који се такође враћа у САД; сада има посао да одузме живот новој жртви, али Дејвид на његовој руци види име Кели и каже му да је познаје. Одлучивши да не може да науди познаници свог пријатеља, Макини помаже Дејвиду да се отарасе Интерполових агената и побегну.
Стив је организовао забаву поводом усељења у своју нову вилу, али ФБИ је озвучио неке званице у покушају да добију Стивово признање. Дејвид се ушуња и спасе Кели. Они беже Стивовим BMW-ом, али се слупају при покушају проласка кроз ограду од ливеног гвожђа. Стив га стиже и напада, али Дејвид схвата да се рвају код ФБИ-јевог комбија пуног агената. Дејвид превари Стива тако што га је навео да призна да је он био генијални ум целог плана, што је агентима био разлог за хапшење. Дејвид је осуђен на седам година, а Стив на 11. Око 2 милиона $ није пронађено, а приказано је да их је Дејвид у водонепропусним бачвама сакрио у реку у близини Стивове виле. Након Дејвидовог отпуста, по њега долази Макини и они одлазе да посете Кели.

## Улоге
| Глумац             | Улога                           |
| ------------------ | ------------------------------- |
| Зак Галифанакис    | Дејвид Скот Гант                |
| Кристен Виг        | Кели Кембел                     |
| Овен Вилсон        | Стивен Јуџин „Стив” Чејмберс    |
| Џејсон Судејкис    | Мајкл Арон „Мајк” Макини        |
| Кејт Макинон       | Џендис                          |
| Лесли Џоунс        | ФБИ специјална агентица Сканлон |
| Мери Елизабет Елис | Мишел Чејмберс                  |
| Кен Марино         | Даг                             |
| Карстен Фриск      | Корт Чејмберс                   |
| Далас Едвардс      | Кен Чејмберс                    |
| Девин Ратреј       | Рани                            |
| Џон Дали           | детектив                        |
| Рос Кимбол         | Ерик                            |
| Џордан Исраел      | Валет                           |
| Нџема Вилијамс     | Тај                             |
| Кери Росал         | талац у гепеку                  |

## Продукција
Дана 1. фебруара 2013, Џим Кери се био придужио глумачкој постави; 10. јуна исте године, Овен Вилсон је одабран међу главне улоге; 3. децембра исте године, Зак Галифанакис је уместо Керија одабран за главну улогу. Дана 16. маја 2014, Кристен Виг се придружила главној постави, а 25. јуна исте године Џејсон Судејкис исто тако; 30. јуна исте године, Кен Марино, Кејт Макинон, Девин Ратреј, Лесли Џоунс, Мери Елизабет Елис и Рос Кимбол такође су постали део глумачке поставе. Дана 10. јула, Џон Дали је одабран да глуми агента ФБИ-ја.
Продуцент филма је био Брент Олмонд.

### Снимање
Назив коришћен за медијску покривеност филма био је Untitled Armored Car (срп. Блиндирано возило без наслова). Главна фотографија почела је 7. јула 2014. у Хејзелвуду у Северној Каролини, у области Ешвил. Дана 29. јула, Галифанакис је примећен у затвореничкој одори током снимања на улицама у центру Ешвила, сценама које су касније прерађене. Зграда BB&T Center, такође локација снимања, трансформисана је у „Park Street Citizens Bank”, са комбијем Лумис фарга паркираним испред улаза. Постава је снимала филм на степеницама Банком окружног суда, унутар Казнионе Банком и испред Медитеранског ресторана.

## Излазак
Филм је изашао у САД 30. септембра 2016. године. Филм је претходно требало да изађе 19. августа 2015, на датум који је јула 2015. Relativity померио за 9. октобар 2015. године. Компанија је померила датум опет, уназад, због финансијске кризе. Филму је отказана заказана премијера од 9. октобра 2015, па је објављен 30. септембра 2016. године.

## Пријем

### Зарада
Након премијере у Северној Америци 30. септембра 2016. почеле су пројекције које су донеле 10 милиона $ у 3.042 биоскопа током викенда отварања. Филм је донео зараду од 2.325.546 $ након првог дана. Током викенда отварања зарада је била 6.541.205 $, а завршио је на 6. месту по овом параметру.
Филм је у свету зарадио 30,9 милиона $ (наспрам буџета од 25 милиона $). Додатни трошкови за штампу и рекламирање процењују се на преко 20 милиона $.

### Критика
На Rotten Tomatoes-у филм има рејтинг одобравања 33% на основу рецензија 94 критичара, са просечном оценом 4,6/10. Критички консензус је следећи: „Одлична постава и истинска прича Генијалних умова увелико је упропашћена лошом комедијом уз много сулудих момената и далеко превише ћакнутости.” На Metacritic-у, филм има оцену 47 од 100 на основу 29 критичара, што је „помешана или просечна критика”. Публика анкетирана на CinemaScore-у дала је филму просечну оцену „B–” на скали од A+ до F.
Питер Траверс из часописа Rolling Stone дао је филму једну и по звездицу од четири, углавном критикујући негативно недостатак добрих шала. С друге стране, Мет Золер Сајц са сајта RogerEbert.com дао је филму три од четири звездице. Ричард Броди за The New Yorker такође је похвалио филм и рекао да је „сјајно инвентиван” и са „шармантним заокретима”, те са „религијским интензитетом и спиритуалном резонанцом”.